# 卡斯滕·摩根森
卡斯滕·摩根森（丹麥語：Carsten Mogensen，1983年7月24日—），丹麦男子羽毛球運動員。

## 簡歷

### 2005年-2008年 泡沫时代：大獎賽及黃金大獎賽夺冠
2005年11月，卡斯滕·摩根森与瑪蒂亞斯·鮑伊出战中華台北羽球公開賽，在男双决赛以0比2（13-15、13-15）不敌美国的吳俊明/哈林·哈里恩多，赢得亚军。
2007年10月，卡斯滕·摩根森与玛蒂亚斯·鲍伊出战碧特博格羽毛球大獎賽，在男双决赛以2比0（21-17、21-15）击败了赛会5号种子、英格兰强档的罗伯·布莱尔/David Lindley，夺得其首个国际大獎賽男双冠军。同年12月，他与玛蒂亚斯·鲍伊出战俄羅斯羽毛球黃金大獎賽，在男双準决赛以0比2（17-21、20-22）不敌赛会5号种子、德国强档的克里斯托夫·霍普/英格·金德沃克。
2008年1月，卡斯滕·摩根森与玛蒂亚斯·鲍伊出战韓國羽毛球超級賽，在男双準决赛以0比2（22-24、18-21）不敌赛会2号种子、中国的蔡贇/傅海峰。同年6月，他与玛蒂亚斯·鲍伊出战泰國羽毛球黃金大獎賽，在男双準决赛以0比2（15-21、17-21）不敌赛会2号种子、中国的郭振东/谢中博。同年9月，他与玛蒂亚斯·鲍伊出战中華台北羽毛球黃金大獎賽，在男双决赛以2比0（22-20、21-14）击败了跨国组合的（美国：吴俊明/印尼：陳甲亮），夺得其首个国际黃金大獎賽男双冠军。同期9月，他与玛蒂亚斯·鲍伊出战碧特博格羽毛球大獎賽，在男双决赛以2比0（21-11、21-15）击败了赛会6号种子、德国强档的克里斯托夫·霍普/约翰尼斯·斯科特勒，赢得大獎賽男双冠军。同年10月，他与玛蒂亚斯·鲍伊出战保加利亞羽毛球大獎賽，在男双决赛以2比0（25-23、21-16）击败了赛会2号种子、印尼强档的弗兰·库尔尼亚万·邓/陳甲志，赢得大獎賽男双冠军。同年11月，他与玛蒂亚斯·鲍伊出战中國羽毛球超級賽，在男双决赛以1比2（21-17、17-21、13-21）不敌赛会3号种子、韩国强档的鄭在成/李龍大，赢得亚军。

### 2009年-2010年 泡沫时代：超級賽及总决赛夺冠
2009年1月，卡斯滕·摩根森与玛蒂亚斯·鲍伊出战韓國羽毛球超級賽，在男双决赛以2比0（21-12、24-22）击败了赛会2号种子、韩国强档的鄭在成/李龍大，赢得羽球生涯首座超級賽男双冠军。同年3月，他与玛蒂亚斯·鲍伊出战全英羽毛球超級賽，在男双準决赛以0比2（21-23、14-21）不敌赛会7号种子、中国的蔡赟/傅海峰。同期3月，他与玛蒂亚斯·鲍伊出战瑞士羽毛球超級賽，在男双决赛以0比2（14-21、18-21）不敌赛会2号种子、马来西亚强档的古健傑/陳文宏，赢得亚军。同年10月，他与玛蒂亚斯·鲍伊出战丹麥羽毛球超級賽，在男双决赛以1比2（22-20、14-21、17-21）不敌赛会2号种子、马来西亚强档的古健傑/陳文宏，赢得亚军。同期10月，他与玛蒂亚斯·鲍伊出战法國羽毛球超級賽，在男双準决赛以0比2（18-21、19-21）不敌赛会2号种子、马来西亚强档的古健傑/陳文宏。同年11月，他与玛蒂亚斯·鲍伊出战中國羽毛球超級賽，在男双準决赛以1比2（16-21、21-19、21-23）不敌赛会2号种子、韩国强档的鄭在成/李龍大。同年12月，他与玛蒂亚斯·鲍伊出战世界羽聯超級系列賽總決賽，在男双决赛以0比2（15-21、15-21）不敌韩国强档的鄭在成/李龍大，赢得亚军。
2010年3月，卡斯滕·摩根森与玛蒂亚斯·鲍伊出战全英羽毛球超級賽，在男双决赛以1比2（23-21、19-21、24-26）不敌队友的拉尔斯·帕斯克/乔纳斯·拉斯姆森，赢得亚军。同期3月，他与玛蒂亚斯·鲍伊出战瑞士羽毛球超級賽，在男双準决赛以0比2（13-21、26-28）不敌赛会头号种子、马来西亚强档的古健傑/陳文宏。同年4月，他代表丹麦参加英格兰曼彻斯特举办的歐洲羽毛球錦標賽，与搭档玛蒂亚斯·鲍伊赢得欧锦赛男子双打亚军。同年8月，他与玛蒂亚斯·鲍伊出战碧特博格羽毛球黃金大獎賽，在男双决赛以2比0（21-16、21-16）击败了德国强档的英格·金德沃克/约翰尼斯·斯科特勒，赢得黃金大獎賽男双冠军。同年10月，他与玛蒂亚斯·鲍伊出战丹麥羽毛球超級賽，在男双决赛以2比0（21-13、21-12）击败了赛会2号种子、奥运冠军的马尔基斯·基多/亨德拉·塞蒂亚万，赢得超級賽男双冠军。同年11月，他与玛蒂亚斯·鲍伊出战法國羽毛球超級賽，在男双决赛以2比0（21-15、21-9）击败了德国的英格·金德沃克/约翰尼斯·斯科特勒，赢得超級賽男双冠军。跨年1月，他与玛蒂亚斯·鲍伊出战世界羽聯超級系列賽總決賽，在男双决赛以2比0（21-17、21-15）击败了韩国强档的李龍大/鄭在成，首次赢得超羽年终总决赛男双冠军。

### 2011年-2012年 泡沫时代：全英赛及首要超級賽夺冠、倫敦奥运夺银、总决赛卫冕
2011年1月，卡斯滕·摩根森与玛蒂亚斯·鲍伊出战韓國羽毛球首要超級賽，在男双决赛以0比2（6-21、13-21）不敌赛会6号种子、韩国强档的郑在成/李龍大，赢得亚军。同年3月，他与玛蒂亚斯·鲍伊出战全英羽毛球首要超級賽，在男双决赛以2比1（15-21、21-18、21-18）击败了赛会5号种子、马来西亚强档的古健傑/陳文宏，首次赢得全英赛男双冠军。同年9月，他与玛蒂亚斯·鲍伊出战中國羽毛球大師賽，在男双準决赛以1比2（18-21、21-16、17-21）不敌赛会3号种子、韩国强档的郑在成/李龍大。同年10月，他与玛蒂亚斯·鲍伊出战丹麥羽毛球首要超級賽，在男双準决赛以0比2（13-21、18-21）不敌赛会头号种子、中国的蔡赟/傅海峰。同期10月，他与玛蒂亚斯·鲍伊出战法國羽毛球超級賽，在男双準决赛以0比2（17-21、17-21）不敌赛会2号种子、韩国强档的郑在成/李龍大。同年11月，他与玛蒂亚斯·鲍伊出战碧特博格羽毛球黃金大獎賽，在男双準决赛以1比2（20-22、21-12、21-17）击败了赛会6号种子、中国的刘小龙/邱子瀚。同期11月，他与玛蒂亚斯·鲍伊出战中國羽毛球首要超級賽，在男双决赛以2比0（21-17、21-13）击败了赛会4号种子、韩国强档的高成炫/柳延星，赢得羽球生涯首座首要超級賽男双冠军。同年12月，他与玛蒂亚斯·鲍伊出战世界羽聯超級系列賽總決賽，在在小组赛阶段分别击败了印尼的穆罕默德·阿赫桑/博纳·塞普特纳以及马来西亚的古健傑/陳文宏，唯有输给了韩国的郑在成/李龍大，但仍然以小组次名出线；在準決賽以2比1（16-21、21-12、21-13）力克赛会4号种子、韩国强档的高成炫/柳延星；决赛中，表现出色以2比0（25-23、21-7）横扫赛会6号种子、中国的郭振东/柴飚，成功卫冕年终超羽总决赛男双冠军，实现了该项目二连冠的丹麦组合。
2012年3月，卡斯滕·摩根森与玛蒂亚斯·鲍伊出战全英羽毛球首要超級賽，在男双準决赛以0比2（14-21、13-21）不敌赛会2号种子、韩国强档的鄭在成/李龍大。同年4月，他代表丹麦参加瑞典卡爾斯克魯納举办的歐洲羽毛球錦標賽，在男双决赛以2比0（21-11、21-11）击败了赛会7号种子、德国强档的麦克·福克斯/奥利弗·罗斯，首次赢得欧锦赛男子双打冠军。同年6月，他与玛蒂亚斯·鲍伊出战印尼羽毛球首要超級賽，在男双决赛以1比2（21-23、21-19、11-21）不敌赛会2号种子、韩国强档的鄭在成/李龍大，赢得亚军。同年8月，他代表丹麦参加英國伦敦举办的奥林匹克运动会羽毛球比賽，他与玛蒂亚斯·鲍伊出战男子双打項目，與玛蒂亚斯·鲍伊以3號種子身分出戰。他们在小組賽階段先後擊敗南非的多利安·兰斯·詹姆斯/威廉·维尔容、俄罗斯的弗拉基米尔·伊万诺夫/伊万·索松诺夫以及中国的柴飚/郭振东，豪取小组第一出线；在半準決賽以2比0（21-18、21-16）横扫中华台北的方介民/李勝木；在準決賽鏖战三局以2比1（17-21、21-18、22-20）力克韩国的鄭在成/李龍大；决赛中，直落两局以0比2（16-21、15-21）不敌中国的蔡赟/傅海峰，为丹麦赢得奥运男子双打银牌。同年10月，他与玛蒂亚斯·鲍伊出战丹麥羽毛球首要超級賽，在男双準决赛以1比2（21-19、11-21、24-26）不敌赛会3号种子、马来西亚强档的古健傑/陳文宏。同年11月，他与玛蒂亚斯·鲍伊出战中國羽毛球首要超級賽，在男双决赛以2比0（21-15、21-14）击败了韩国强档的高成炫/李龍大，成功卫冕中羽赛男双冠军。同年12月，他与玛蒂亚斯·鲍伊出战世界羽聯超級系列賽總決賽，在小组赛阶段分别击败了中国的蔡赟/傅海峰，其中韩国的金基正/金沙朗选择退赛，唯有输给了马来西亚的古健傑/陳文宏，但仍然以小组次名出线；在準決賽以2比1（26-24、24-26、21-15）击败了中国的洪炜/沈烨；决赛中，表现出色以2比0（21-17、21-19）击败了日本的遠藤大由/早川賢一，成功卫冕年终超羽总决赛男双冠军，史无前例地完成了三连霸，亦是夺得最多次数该项目的最强丹麦组合。同期12月，他与馬德斯·皮勒爾·科爾丁出战哥本哈根羽毛球大師賽，在男双决赛以2比1（21-23、21-16、23-21）击败了队友的拉斯馬斯·邦德/馬德斯·康拉德-彼德森，赢得男双冠军。

### 2013年-2014年 泡沫时代：伦敦赛及印度赛夺冠、世锦赛分别夺银铜、哥本赛三连冠
2013年1月，卡斯滕·摩根森与玛蒂亚斯·鲍伊出战韓國羽毛球首要超級賽，在男双决赛以1比2（21-19、13-21、10-21）不敌赛会6号种子、韩国强档的高成炫/李龍大，赢得亚军。同年2月，他代表丹麦参加俄羅斯莫斯科举办的歐洲羽毛球混合團體錦標賽，助球队赢得混合團體亚军。同年5月，他入选蘇迪曼盃的男双主力，助丹麦队赢得混合團體季军。同年8月，他代表丹麦参加中國廣州舉行的世界羽毛球錦標賽，他与玛蒂亚斯·鲍伊出战男子雙打項目。他們列為3號種子，故在首圈輪空；第二圈以2比0輕取菲律賓的對手後，之後又先後以2-0擊敗9號種子、主隊中國的柴飚 / 张楠晉級，及以2比1戰勝10號種子、印尼的安加·普拉塔玛 / 利安·阿刚·萨普特拉，晉級四強。他們在準決賽與5號種子、南韓組合金基正 / 金沙朗對戰，在先失一局下以2比1（21-23、21-18、21-18）逆转取胜，职业生涯中首次闯进世锦赛的决赛；在決賽中，摩根森/鲍伊对阵6號種子、印尼的亨德拉·塞蒂亚万 / 穆罕默德·阿赫桑，結果在力戰33分钟後以0比2（13-21、21-23）落敗，僅得亞軍。同年9月，他与玛蒂亚斯·鲍伊出战日本羽毛球超級賽，在男双準决赛以1比2（11-21、21-15、19-21）不敌中国的柴飚/洪炜。同年10月，他与玛蒂亚斯·鲍伊出战倫敦羽毛球黃金大獎賽，在男双决赛以2比0（21-13、21-16）击败了印尼强档的贝里·安格里亚万/里奇·卡兰达·苏华迪，赢得黃金大獎賽男双冠军。同期10月，他与玛蒂亚斯·鲍伊出战丹麥羽毛球首要超級賽，在男双準决赛以0比2（18-21、13-21）不敌赛会8号种子、韩国强档的李龍大/柳延星。同年12月，他与玛蒂亚斯·鲍伊出战世界羽聯超級系列賽總決賽，在小组赛阶段分别击败了韩国的高成炫/李龍大，其中日本的橋本博且/平田典靖选择退赛，唯有输给了另一组日本的遠藤大由/早川賢一，但仍然以小组次名出线；在準決賽以0比2（18-21、18-21）不敌印尼强档的穆罕默德·阿赫桑/亨德拉·塞蒂亚万，未能继续卫冕男双冠军。同年12月，他与瑪蒂亞斯·鮑伊出战哥本哈根羽毛球大師賽，在男双决赛以2比0（21-8、21-14）击败了队友的馬德斯·康拉德-彼德森/馬德斯·皮勒爾·科爾丁，再次赢得男双冠军，成功卫冕。
2014年1月，卡斯滕·摩根森与玛蒂亚斯·鲍伊出战韓國羽毛球超級賽，在男双决赛以2比0（21-12、21-17）击败了中国的傅海峰/洪炜，赢得超級賽男双冠军。同年2月，他代表丹麦参加瑞士巴塞爾举办的歐洲男子羽毛球團體錦標賽，助球队赢得男子團體冠军。同年3月，他与玛蒂亚斯·鲍伊出战瑞士羽毛球黃金大獎賽，在男双準决赛以0比2（15-21、20-22）不敌赛会4号种子、中国的柴飚/洪炜。同年4月，他与玛蒂亚斯·鲍伊出战印度羽毛球超級賽，在男双决赛以2比1（17-21、21-15、21-17）击败了赛会3号种子、中国的刘小龙/邱子瀚，赢得超級賽男双冠军。同年4月，他代表丹麦参加俄羅斯喀山举办的歐洲羽毛球錦標賽，在男双準决赛以1比2（19-21、21-18、18-21）不敌赛会3号种子、俄罗斯强档的弗拉基米尔·伊万诺夫/伊万·索松诺夫，赢得欧锦赛男子双打季军，未能卫冕。同年7月，他与玛蒂亚斯·鲍伊出战美國羽毛球黃金大獎賽，在男双决赛以1比2（17-21、21-15、18-21）不敌赛会2号种子、泰国强档的玛尼蓬·宗集/尼迪蓬·潘普佩克，赢得亚军。同年8月，他代表丹麦参加丹麥巴勒魯普自治市举办的世界羽毛球錦標賽，他与玛蒂亚斯·鲍伊出战男子雙打項目。他們列為3號種子，故在首圈輪空；在第二轮以2比0（21-8、21-16）轻取新加坡的丹尼·巴瓦·克里斯南塔/查特·奇雅加特；在第三轮以2比0（21-17、21-14）横扫德国的麦克·福克斯/约翰尼斯·斯科特勒；八强中，面对赛会8号种子、中国的刘小龙/邱子瀚，表现出色以2比0（21-8、21-17）横扫对手；在四强中，直落两局以0比2（12-21、18-21）不敌赛会2号种子、韩国强档的李龍大/柳延星，最终，同为韩国强档的金基正/金沙朗名列赢得世锦赛男子双打季军。同年10月，他与玛蒂亚斯·鲍伊出战丹麥羽毛球首要超級賽，在男双準决赛以0比2（14-21、17-21）不敌赛会头号种子、韩国强档的李龍大/柳延星。同期10月，他与玛蒂亚斯·鲍伊出战法國羽毛球超級賽，在男双决赛以2比1（18-21、21-9、21-7）击败了赛会2号种子、日本强档的遠藤大由/早川賢一，赢得超級賽男双冠军。同年12月，他与玛蒂亚斯·鲍伊出战世界羽聯超級系列賽總決賽，在小组赛阶段分别击败了中华台北的李勝木/蔡佳欣以及日本的遠藤大由/早川賢一，唯有输给了中国的刘小龙/邱子瀚，但仍然以小组次名出线；在準決賽以0比2（15-21、16-21）不敌韩国强档的李龍大/柳延星。同期12月，他分别与玛蒂亚斯·鲍伊以及卡米拉·吕特·尤尔出战哥本哈根羽毛球大師賽，在男双决赛以2比0（21-18、21-15）击败了队友的安德斯·斯考劳普·拉斯姆森/马德斯·康拉德-彼德森，实现了三连冠卫冕男双的状举；而混双决赛以1比2（18-21、21-14、13-21）不敌队友的约金·费舍尔·尼尔森/克里斯汀娜·彼德森，赢得亚军。

### 2015年-2016年 泡沫时代：重夺全英赛、欧运会双打揽金及哥本赛四连冠和脑动脉瘤破裂
2015年1月，卡斯滕·摩根森与玛蒂亚斯·鲍伊出战印度羽毛球黃金大獎賽，在男双决赛以2比0（21-9、22-20）击败了赛会4号种子、俄罗斯强档的弗拉基米尔·伊万诺夫/伊万·索松诺夫，赢得黃金大獎賽男双冠军。同年3月，他与玛蒂亚斯·鲍伊出战全英羽毛球首要超級賽，在男双决赛以2比0（21-17、22-20）击败了中国的傅海峰/张楠，赢得全英赛男双冠军。同期3月，他与玛蒂亚斯·鲍伊出战印度羽毛球超級賽，在男双準决赛以0比2（23-25、18-21）不敌赛会7号种子、队友的马德斯·康拉德-彼德森/马德斯·皮勒尔·科尔丁。同样3月，他与玛蒂亚斯·鲍伊出战馬來西亞羽毛球首要超級賽，在男双準决赛以1比2（16-21、21-18、16-21）不敌赛会4号种子、世锦赛冠军的穆罕默德·阿赫桑/亨德拉·塞蒂亚万。同年6月，他代表丹麦参加亞塞拜然巴庫举办的歐洲運動會羽毛球比賽，他与玛蒂亚斯·鲍伊出战男子雙打项目，与玛蒂亚斯·鲍伊以头號種子身分出戰。他们先后在小组赛分别击败了爱尔兰的乔舒亚·马吉/山姆·马吉、捷克的帕维尔·弗洛里安/翁德雷·科普里瓦以及葡萄牙的Angelo Silva/Ricardo Silva，豪取小组第一出线；在半準決賽，直落两局以2比0（21-16、21-17）击败了法国的巴斯蒂安·凯尔索迪/加埃唐·米特莱尔泽；在準決賽，表现出色以2比0（21-18、21-17）击退了德国的拉斐尔·贝克/安德烈亚斯·海因茨；决赛中，绝对实力以2比0（21-8、21-13）击败了俄罗斯的弗拉基米尔·伊万诺夫/伊万·索松诺夫，赢得首届欧运会男子双打金牌。同年9月，他与玛蒂亚斯·鲍伊出战韓國羽毛球超級賽，在男双準决赛以1比2（25-23、20-22、17-21）不敌赛会头号种子、韩国强档的李龍大/柳延星。同年10月，他与玛蒂亚斯·鲍伊出战丹麥羽毛球首要超級賽，在男双準决赛以1比2（20-22、21-11、17-21）不敌中国的刘成/鲁恺。同年11月，他与玛蒂亚斯·鲍伊出战香港羽毛球超級賽，在男双决赛以1比2（7-21、21-18、18-21）不敌赛会头号种子、韩国强档的李龍大/柳延星，赢得亚军。同年12月，他与玛蒂亚斯·鲍伊出战世界羽聯超級系列賽總決賽，在小组赛阶段分别击败了队友的马德斯·康拉德-彼德森/马德斯·皮勒尔·科尔丁、韩国的金基正/金沙朗以及中国的柴飚/洪炜，豪取小组第一出线；在準決賽以1比2（21-17、19-21、22-24）不敌中国的柴飚/洪炜。同年12月，他分别与玛蒂亚斯·鲍伊以及卡米拉·吕特·尤尔出战哥本哈根羽毛球大師賽，在男双决赛以2比0（21-13、21-16）击败了印尼强档的瓦赫尤·那亚卡·阿亚·邦卡亚尼拉/阿迪·尤苏夫，成功卫冕男双冠军；而混双决赛以0比2（19-21、18-21）不敌队友的约金·费舍尔·尼尔森/克里斯汀娜·彼德森，赢得亚军。
2016年1月，卡斯滕·摩根森与玛蒂亚斯·鲍伊出战印度羽毛球黃金大獎賽，在男双準决赛以0比2（16-21、18-21）不敌马来西亚强档的吳蔚昇/陳蔚強。同年2月，他代表丹麦参加俄羅斯喀山举办的歐洲男子羽毛球團體錦標賽期間，因右脑动脉瘤破裂而进行开颅手术；手术非常成功，他在手术一周后便可下地行走。3月3日，摩根森在手术十多天后从喀山的医院返回到家乡哥本哈根，而他的夫人和爱子也陪伴在身旁，一家人共度难关。同年7月，他與玛蒂亚斯·鲍伊出战美國羽毛球公開賽男子雙打比賽。在男雙决赛，以2比0（21-11、22-20）擊敗日本的保木卓朗/小林優吾，赢得黃金大獎賽男双冠軍。同年10月，他与玛蒂亚斯·鲍伊出战丹麥羽毛球首要超級賽，在男双準决赛以1比2（22-20、15-21、11-21）不敌赛会4号种子、奥运亚军的吳蔚昇/陳蔚強。同期10月，他与玛蒂亚斯·鲍伊出战法國羽毛球超級賽，在男双决赛因对方退赛，赢得赢得超級賽男双冠军。同年11月，他与玛蒂亚斯·鲍伊出战中國羽毛球首要超級賽，在男双决赛以0比2（18-21、20-22）不敌赛会7号种子、印尼强档的马库斯·费尔纳尔迪·吉德翁/凯文·桑加亚·苏卡穆约，赢得亚军。同期11月，他与玛蒂亚斯·鲍伊出战香港羽毛球超級賽，在男双决赛以0比2（19-21、19-21）不敌日本强档的嘉村健士/園田啟悟，赢得亚军。

### 2017年-2018年  泡沫时代：重登世界排名第一
2017年1月，卡斯滕·摩根森与玛蒂亚斯·鲍伊出战印度羽毛球黃金大獎賽，在男双决赛以2比0（21-14、21-15）击败了赛会8号种子、中华台北的盧敬堯/楊博涵，赢得黃金大獎賽男双冠军。同年2月，他代表丹麦参加波蘭盧賓举办的歐洲羽毛球混合團體錦標賽，助球队赢得混合團體冠军。同年4月，他与玛蒂亚斯·鲍伊出战新加坡羽毛球超級賽，在男双决赛以2比0（21-13、21-14）击败了赛会4号种子、中国的李俊慧/刘雨辰，赢得超級賽男双冠军。同年4月，他代表丹麦参加本国举办的歐洲羽毛球錦標賽，在男双决赛以2比0（21-16、22-20）击败了赛会2号种子、队友的马德斯·康拉德-彼德森/马德斯·皮勒尔·科尔丁，时隔5年后再次赢得欧锦赛男子双打冠军。同年6月，他与玛蒂亚斯·鲍伊出战印尼羽毛球首要超級賽，在男双决赛以1比2（19-21、21-19、18-21）不敌赛会3号种子、中国的李俊慧/刘雨辰，赢得亚军；其后在世界羽联的最新排名公布，自身康復与搭档的玛蒂亚斯·鲍伊並復出一年後，他和玛蒂亚斯·鲍伊的組合再次登上男雙世界排名第一位（2017年6月15日）；34歲的摩根森表示：「只要我們仍感到有動力，我們就會繼續下去，現時還未有計劃退役的念頭。」。同年9月，他与玛蒂亚斯·鲍伊出战韓國羽毛球超級賽，在男双决赛以1比2（21-19、19-21、21-15）击败了赛会2号种子、印尼强档的马库斯·费尔纳尔迪·吉德翁/凯文·桑加亚·苏卡穆约，赢得超級賽男双冠军。同期9月，他与玛蒂亚斯·鲍伊出战日本羽毛球超級賽，在男双準决赛以0比2（15-21、14-21）不敌赛会3号种子、印尼强档的马库斯·费尔纳尔迪·吉德翁/凯文·桑加亚·苏卡穆约。同年10月，他与玛蒂亚斯·鲍伊出战丹麥羽毛球首要超級賽，在男双準决赛以1比2（18-21、21-18、13-21）不敌赛会5号种子、中国的刘成/张楠。同期10月，他与玛蒂亚斯·鲍伊出战法國羽毛球超級賽，在男双决赛以0比2（19-21、21-23）不敌赛会7号种子、中华台北强档的李哲輝/李洋，赢得亚军。同年11月，他与玛蒂亚斯·鲍伊出战中國羽毛球首要超級賽，在男双决赛以0比2（19-21、11-21）不敌赛会头号种子、世界第一的马库斯·费尔纳尔迪·吉德翁/凯文·桑加亚·苏卡穆约，赢得亚军。同年12月，他与玛蒂亚斯·鲍伊出战世界羽聯超級系列賽總決賽，在小组赛分别击败了日本的保木卓朗/小林優吾以及中华台北的李哲輝/李洋，唯有输给了中国的刘成/张楠；在準決賽以0比2（17-21、16-21）不敌中国的刘成/张楠。
2018年2月，卡斯滕·摩根森与玛蒂亚斯·鲍伊出战瑞士羽毛球公開賽，在男双决赛以2比0（21-15、21-11）击败了泰国强档的提恩·伊斯里亚内特/基迪萨·南达什，赢得超級300賽男双冠军。同年3月，他与玛蒂亚斯·鲍伊出战全英羽毛球公開賽，在男双决赛以0比2（18-21、17-21）不敌赛会头号种子、世界第一的马库斯·费尔纳尔迪·吉德翁/凯文·桑加亚·苏卡穆约，赢得亚军。

## 主要比賽成績

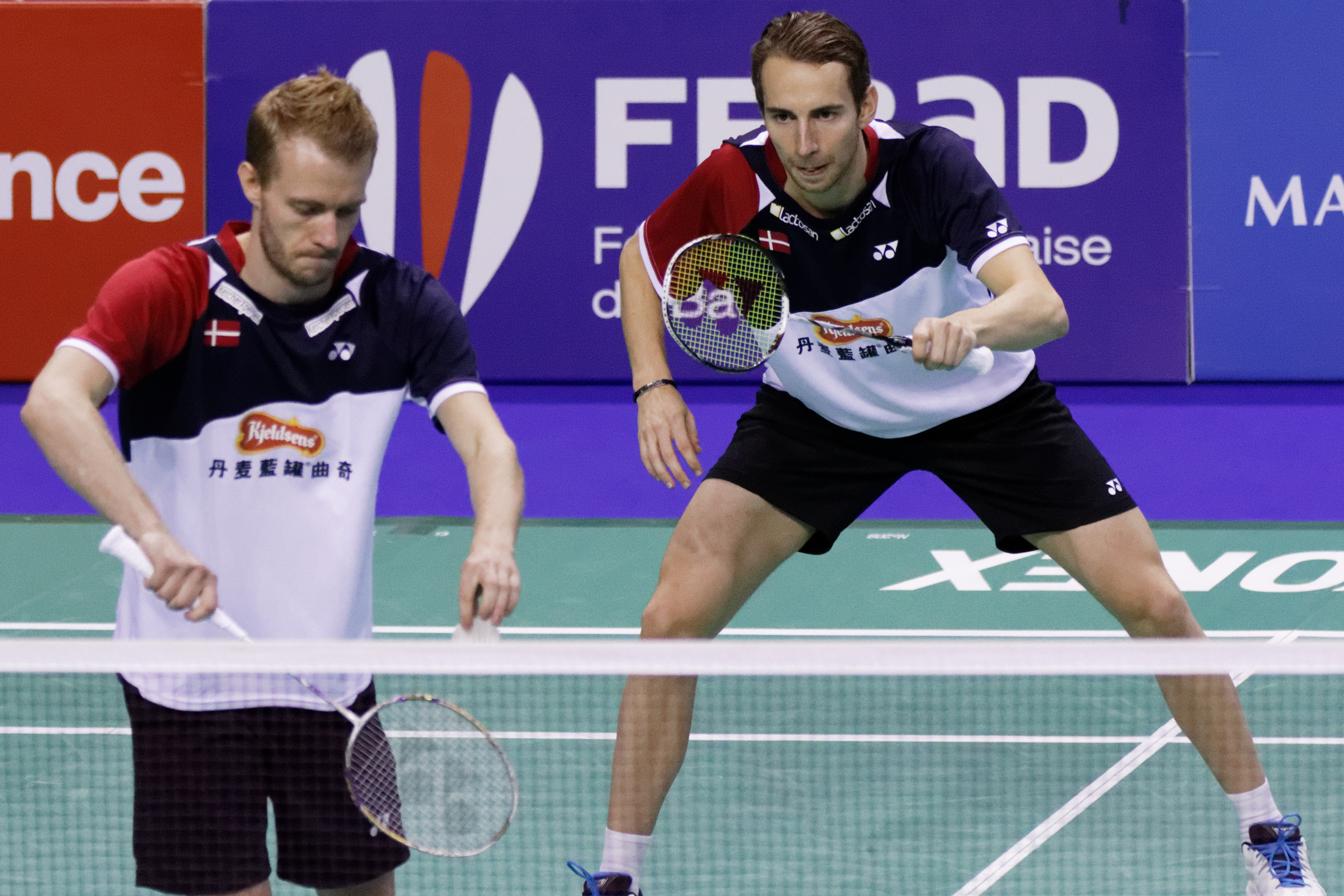
卡斯滕·摩根森（前）與雙打搭檔玛蒂亚斯·鲍伊

只列出曾進入準決賽的國際賽事成績：
| 年份   | 賽事                       | 公開賽級別 | 項目     | 拍檔                 | 成績   |
| ------ | -------------------------- | ---------- | -------- | -------------------- | ------ |
| 2005年 | 中華台北羽球公開賽         |            | 男子雙打 | 瑪蒂亞斯·鮑伊        | 亞軍   |
| 2007年 | 碧特博格羽毛球大獎賽       | 大獎賽     | 男子雙打 | 玛蒂亚斯·鲍伊        | 冠軍   |
| 2007年 | 俄羅斯羽毛球黃金大獎賽     | 黃金大獎賽 | 男子雙打 | 玛蒂亚斯·鲍伊        | 準決賽 |
| 2008年 | 韓國羽毛球超級賽           | 超級賽     | 男子雙打 | 玛蒂亚斯·鲍伊        | 準決賽 |
| 2008年 | 泰國羽毛球黃金大獎賽       | 黃金大獎賽 | 男子雙打 | 玛蒂亚斯·鲍伊        | 準決賽 |
| 2008年 | 中華台北羽毛球黃金大獎賽   | 黃金大獎賽 | 男子雙打 | 玛蒂亚斯·鲍伊        | 冠軍   |
| 2008年 | 碧特博格羽毛球大獎賽       | 大獎賽     | 男子雙打 | 玛蒂亚斯·鲍伊        | 冠軍   |
| 2008年 | 保加利亞羽毛球大獎賽       | 大獎賽     | 男子雙打 | 玛蒂亚斯·鲍伊        | 冠軍   |
| 2008年 | 中國羽毛球超級賽           | 超級賽     | 男子雙打 | 玛蒂亚斯·鲍伊        | 亞軍   |
| 2009年 | 韓國羽毛球超級賽           | 超級賽     | 男子雙打 | 玛蒂亚斯·鲍伊        | 冠軍   |
| 2009年 | 全英羽毛球超級賽           | 超級賽     | 男子雙打 | 玛蒂亚斯·鲍伊        | 準決賽 |
| 2009年 | 瑞士羽毛球超級賽           | 超級賽     | 男子雙打 | 玛蒂亚斯·鲍伊        | 亞軍   |
| 2009年 | 丹麥羽毛球超級賽           | 超級賽     | 男子雙打 | 玛蒂亚斯·鲍伊        | 亞軍   |
| 2009年 | 法國羽毛球超級賽           | 超級賽     | 男子雙打 | 玛蒂亚斯·鲍伊        | 準決賽 |
| 2009年 | 中國羽毛球超級賽           | 超級賽     | 男子雙打 | 玛蒂亚斯·鲍伊        | 準決賽 |
| 2009年 | 世界羽聯超級系列賽總決賽   | 超級賽     | 男子雙打 | 玛蒂亚斯·鲍伊        | 亞軍   |
| 2010年 | 全英羽毛球超級賽           | 超級賽     | 男子雙打 | 玛蒂亚斯·鲍伊        | 亞軍   |
| 2010年 | 瑞士羽毛球超級賽           | 超級賽     | 男子雙打 | 玛蒂亚斯·鲍伊        | 準決賽 |
| 2010年 | 歐洲羽毛球錦標賽           | 其他       | 男子雙打 | 玛蒂亚斯·鲍伊        | 亞軍   |
| 2010年 | 碧特博格羽毛球黃金大獎賽   | 黃金大獎賽 | 男子雙打 | 玛蒂亚斯·鲍伊        | 冠軍   |
| 2010年 | 丹麥羽毛球超級賽           | 超級賽     | 男子雙打 | 玛蒂亚斯·鲍伊        | 冠軍   |
| 2010年 | 法國羽毛球超級賽           | 超級賽     | 男子雙打 | 玛蒂亚斯·鲍伊        | 冠軍   |
| 2010年 | 世界羽聯超級系列賽總決賽   | 超級賽     | 男子雙打 | 玛蒂亚斯·鲍伊        | 冠軍   |
| 2011年 | 韓國羽毛球首要超級賽       | 首要超級賽 | 男子雙打 | 玛蒂亚斯·鲍伊        | 亞軍   |
| 2011年 | 全英羽毛球首要超級賽       | 首要超級賽 | 男子雙打 | 玛蒂亚斯·鲍伊        | 冠軍   |
| 2011年 | 中國羽毛球大師賽           | 超級賽     | 男子雙打 | 玛蒂亚斯·鲍伊        | 準決賽 |
| 2011年 | 丹麥羽毛球首要超級賽       | 首要超級賽 | 男子雙打 | 玛蒂亚斯·鲍伊        | 準決賽 |
| 2011年 | 法國羽毛球超級賽           | 超級賽     | 男子雙打 | 玛蒂亚斯·鲍伊        | 準決賽 |
| 2011年 | 碧特博格羽毛球黃金大獎賽   | 黃金大獎賽 | 男子雙打 | 玛蒂亚斯·鲍伊        | 準決賽 |
| 2011年 | 中國羽毛球首要超級賽       | 首要超級賽 | 男子雙打 | 玛蒂亚斯·鲍伊        | 冠軍   |
| 2011年 | 世界羽聯超級系列賽總決賽   | 首要超級賽 | 男子雙打 | 玛蒂亚斯·鲍伊        | 冠軍   |
| 2012年 | 全英羽毛球首要超級賽       | 首要超級賽 | 男子雙打 | 玛蒂亚斯·鲍伊        | 準決賽 |
| 2012年 | 歐洲羽毛球錦標賽           | 其他       | 男子雙打 | 玛蒂亚斯·鲍伊        | 冠軍   |
| 2012年 | 印尼羽毛球首要超級賽       | 首要超級賽 | 男子雙打 | 玛蒂亚斯·鲍伊        | 亞軍   |
| 2012年 | 丹麥羽毛球首要超級賽       | 首要超級賽 | 男子雙打 | 玛蒂亚斯·鲍伊        | 準決賽 |
| 2012年 | 中國羽毛球首要超級賽       | 首要超級賽 | 男子雙打 | 玛蒂亚斯·鲍伊        | 冠軍   |
| 2012年 | 世界羽聯超級系列賽總決賽   | 首要超級賽 | 男子雙打 | 玛蒂亚斯·鲍伊        | 冠軍   |
| 2012年 | 哥本哈根羽毛球大師賽       | 其他       | 男子雙打 | 馬德斯·皮勒爾·科爾丁 | 冠軍   |
| 2013年 | 韓國羽毛球首要超級賽       | 首要超級賽 | 男子雙打 | 玛蒂亚斯·鲍伊        | 亞軍   |
| 2013年 | 歐洲羽毛球混合團體錦標賽   | 其他       | 混合團體 | －                   | 亞軍   |
| 2013年 | 蘇迪曼盃                   | 其他       | 混合團體 | －                   | 準決賽 |
| 2013年 | 世界羽毛球錦標賽           | 其他       | 男子雙打 | 玛蒂亚斯·鲍伊        | 亞軍   |
| 2013年 | 日本羽毛球超級賽           | 超級賽     | 男子雙打 | 玛蒂亚斯·鲍伊        | 準決賽 |
| 2013年 | 倫敦羽毛球黃金大獎賽       | 黃金大獎賽 | 男子雙打 | 玛蒂亚斯·鲍伊        | 冠軍   |
| 2013年 | 丹麥羽毛球首要超級賽       | 首要超級賽 | 男子雙打 | 玛蒂亚斯·鲍伊        | 準決賽 |
| 2013年 | 世界羽聯超級系列賽總決賽   | 首要超級賽 | 男子雙打 | 玛蒂亚斯·鲍伊        | 銅牌   |
| 2013年 | 哥本哈根羽毛球大師賽       | 其他       | 男子雙打 | 瑪蒂亞斯·鮑伊        | 冠軍   |
| 2014年 | 韓國羽毛球超級賽           | 超級賽     | 男子雙打 | 玛蒂亚斯·鲍伊        | 冠軍   |
| 2014年 | 歐洲男子羽毛球團體錦標賽   | 其他       | 男子團體 | －                   | 冠軍   |
| 2014年 | 瑞士羽毛球黃金大獎賽       | 黃金大獎賽 | 男子雙打 | 玛蒂亚斯·鲍伊        | 準決賽 |
| 2014年 | 印度羽毛球超級賽           | 超級賽     | 男子雙打 | 玛蒂亚斯·鲍伊        | 冠軍   |
| 2014年 | 歐洲羽毛球錦標賽           | 其他       | 男子雙打 | 玛蒂亚斯·鲍伊        | 準決賽 |
| 2014年 | 美國羽毛球黃金大獎賽       | 黃金大獎賽 | 男子雙打 | 玛蒂亚斯·鲍伊        | 亞軍   |
| 2014年 | 世界羽毛球錦標賽           | 其他       | 男子雙打 | 玛蒂亚斯·鲍伊        | 準決賽 |
| 2014年 | 丹麥羽毛球首要超級賽       | 首要超級賽 | 男子雙打 | 玛蒂亚斯·鲍伊        | 準決賽 |
| 2014年 | 法國羽毛球超級賽           | 超級賽     | 男子雙打 | 玛蒂亚斯·鲍伊        | 冠軍   |
| 2014年 | 世界羽聯超級系列賽總決賽   | 首要超級賽 | 男子雙打 | 玛蒂亚斯·鲍伊        | 準決賽 |
| 2014年 | 哥本哈根羽毛球大師賽       | 其他       | 男子雙打 | 玛蒂亚斯·鲍伊        | 冠軍   |
| 2014年 | 哥本哈根羽毛球大師賽       | 其他       | 混合雙打 | 卡米拉·吕特·尤尔     | 亞軍   |
| 2015年 | 印度羽毛球黃金大獎賽       | 黃金大獎賽 | 男子雙打 | 玛蒂亚斯·鲍伊        | 冠軍   |
| 2015年 | 全英羽毛球首要超級賽       | 首要超級賽 | 男子雙打 | 玛蒂亚斯·鲍伊        | 冠軍   |
| 2015年 | 印度羽毛球超級賽           | 超級賽     | 男子雙打 | 玛蒂亚斯·鲍伊        | 準決賽 |
| 2015年 | 馬來西亞羽毛球首要超級賽   | 首要超級賽 | 男子雙打 | 玛蒂亚斯·鲍伊        | 準決賽 |
| 2015年 | 歐洲運動會羽毛球比賽       | 其他       | 男子雙打 | 玛蒂亚斯·鲍伊        | 金牌   |
| 2015年 | 韓國羽毛球超級賽           | 超級賽     | 男子雙打 | 玛蒂亚斯·鲍伊        | 準決賽 |
| 2015年 | 丹麥羽毛球首要超級賽       | 首要超級賽 | 男子雙打 | 玛蒂亚斯·鲍伊        | 準決賽 |
| 2015年 | 香港羽毛球超級賽           | 超級賽     | 男子雙打 | 玛蒂亚斯·鲍伊        | 亞軍   |
| 2015年 | 世界羽聯超級系列賽總決賽   | 首要超級賽 | 男子雙打 | 玛蒂亚斯·鲍伊        | 準決賽 |
| 2015年 | 哥本哈根羽毛球大師賽       | 其他       | 男子雙打 | 玛蒂亚斯·鲍伊        | 冠軍   |
| 2015年 | 哥本哈根羽毛球大師賽       | 其他       | 混合雙打 | 卡米拉·吕特·尤尔     | 亞軍   |
| 2016年 | 印度羽毛球黃金大獎賽       | 黃金大獎賽 | 男子雙打 | 玛蒂亚斯·鲍伊        | 準決賽 |
| 2016年 | 歐洲男子羽毛球團體錦標賽   | 其他       | 男子團體 | －                   | 冠軍   |
| 2016年 | 美國羽毛球黃金大獎賽       | 黃金大獎賽 | 男子雙打 | 玛蒂亚斯·鲍伊        | 冠軍   |
| 2016年 | 丹麥羽毛球首要超級賽       | 首要超級賽 | 男子雙打 | 玛蒂亚斯·鲍伊        | 準決賽 |
| 2016年 | 法國羽毛球超級賽           | 超級賽     | 男子雙打 | 玛蒂亚斯·鲍伊        | 冠軍   |
| 2016年 | 中國羽毛球首要超級賽       | 首要超級賽 | 男子雙打 | 玛蒂亚斯·鲍伊        | 亞軍   |
| 2016年 | 香港羽毛球超級賽           | 超級賽     | 男子雙打 | 玛蒂亚斯·鲍伊        | 亞軍   |
| 2017年 | 印度羽毛球黃金大獎賽       | 黃金大獎賽 | 男子雙打 | 玛蒂亚斯·鲍伊        | 冠軍   |
| 2017年 | 歐洲羽毛球混合團體錦標賽   | 其他       | 混合團體 | －                   | 冠軍   |
| 2017年 | 新加坡羽毛球超級賽         | 超級賽     | 男子雙打 | 玛蒂亚斯·鲍伊        | 冠軍   |
| 2017年 | 歐洲羽毛球錦標賽           | 其他       | 男子雙打 | 玛蒂亚斯·鲍伊        | 冠軍   |
| 2017年 | 印尼羽毛球首要超級賽       | 首要超級賽 | 男子雙打 | 玛蒂亚斯·鲍伊        | 亞軍   |
| 2017年 | 韓國羽毛球超級賽           | 超級賽     | 男子雙打 | 玛蒂亚斯·鲍伊        | 冠軍   |
| 2017年 | 日本羽毛球超級賽           | 超級賽     | 男子雙打 | 玛蒂亚斯·鲍伊        | 準決賽 |
| 2017年 | 丹麥羽毛球首要超級賽       | 首要超級賽 | 男子雙打 | 玛蒂亚斯·鲍伊        | 準決賽 |
| 2017年 | 法國羽毛球超級賽           | 超級賽     | 男子雙打 | 玛蒂亚斯·鲍伊        | 亞軍   |
| 2017年 | 中國羽毛球首要超級賽       | 首要超級賽 | 男子雙打 | 玛蒂亚斯·鲍伊        | 亞軍   |
| 2017年 | 世界羽聯超級系列賽總決賽   | 首要超級賽 | 男子雙打 | 玛蒂亚斯·鲍伊        | 準決賽 |
| 2018年 | 瑞士羽毛球公開賽           | 超級300賽  | 男子雙打 | 玛蒂亚斯·鲍伊        | 冠軍   |
| 2018年 | 全英羽毛球公開賽           | 超級1000賽 | 男子雙打 | 玛蒂亚斯·鲍伊        | 亞軍   |
| 2018年 | 西德·莫迪羽毛球國際賽      | 超級300賽  | 男子雙打 | 玛蒂亚斯·鲍伊        | 準決賽 |
| 2019年 | 西班牙羽毛球大師賽         | 超級300賽  | 男子雙打 | 玛蒂亚斯·鲍伊        | 準決賽 |
| 2020年 | 歐洲羽毛球男女子團體錦標賽 | 其他       | 男子團體 | －                   | 冠軍   |

| 2007-2017年 | 首要超級賽 | 超級賽 | 黃金大獎賽 | 大獎賽 | 國際挑戰賽 | 國際系列賽 | 未來系列賽 | 其他 |

| 2018-2026年 | 總決賽 | 超級1000賽 | 超級750賽 | 超級500賽 | 超級300賽 | 超級100賽 | 國際挑戰賽 | 國際系列賽 | 未來系列賽 | 其他 |

### 奧運會和世錦賽參賽紀錄
|          | 搭檔          | 2005 | 2006 | 2007 | 2008 | 2009 | 2010 | 2011 | 2012 | 2013 | 2014 | 2015 | 2016       | 2017 | 2018 |
| -------- | ------------- | ---- | ---- | ---- | ---- | ---- | ---- | ---- | ---- | ---- | ---- | ---- | ---------- | ---- | ---- |
| 男子雙打 | 玛蒂亚斯·鲍伊 | 16強 | －   | －   | －   | 16強 | 8強  | 8強  | 銀牌 | 亞軍 | 季軍 | 8強  | 小組第三名 | 8強  | 16強 |

## 主要对賽记录
卡斯滕·摩根森與主要對手的對賽成績如下（只列出曾在国际场上对阵的對手，截至2020年3月17日）：
男雙 - 玛蒂亚斯·鲍伊
| 對手                                      | 對賽次數 | 對賽結果 | 對賽結果 | 總計 |
| 對手                                      | 對賽次數 | 勝       | 負       | 總計 |
| ----------------------------------------- | -------- | -------- | -------- | ---- |
| 鄭在成 李龙大                             | 18       | 5        | 13       | -12  |
| 古健傑 陳文宏                             | 15       | 5        | 10       | -5   |
| 弗拉基米尔·伊万诺夫 伊万·索松诺夫         | 11       | 9        | 2        | +7   |
| 傅海峰 蔡赟                               | 11       | 4        | 7        | -3   |
| 马德斯·康拉德-彼德森 马德斯·皮勒尔·科尔丁 | 10       | 8        | 2        | +8   |
| G·M·费尔纳尔迪 K·S·苏卡穆约               | 9        | 4        | 5        | -1   |
| 刘小龙 邱子瀚                             | 9        | 3        | 6        | -3   |
| 遠藤大由 早川賢一                         | 8        | 7        | 1        | +7   |
| 金基正 金沙朗                             | 8        | 5        | 3        | +2   |
| 橋本博且 平田典靖                         | 7        | 7        | 0        | +7   |
| 王齊麟 陳宏麟                             | 7        | 6        | 1        | +5   |
| 亨德拉·塞蒂亚万 马尔基斯·基多             | 7        | 5        | 2        | +3   |
| 李勝木 方介民                             | 7        | 4        | 3        | +1   |
| 柴飚 洪炜                                 | 7        | 4        | 3        | +1   |
| 嘉村健士 園田啟悟                         | 7        | 4        | 3        | +1   |
| 乔纳斯·拉斯姆森 拉尔斯·帕斯克             | 7        | 3        | 4        | -1   |
| 高成炫 柳延星                             | 6        | 6        | 0        | +6   |
| 穆罕默德·阿赫桑 博纳·塞普特纳             | 6        | 5        | 1        | +4   |
| 克里斯·爱德考克 安德鲁·埃利斯             | 6        | 5        | 1        | +4   |
| 亨德拉·塞蒂亚万 穆罕默德·阿赫桑           | 6        | 1        | 5        | -4   |
| 刘成 张楠                                 | 6        | 1        | 5        | -4   |
| 柳延星 李龙大                             | 6        | 0        | 6        | -6   |
| 安加·普拉塔玛 里奇·卡兰达·苏华迪          | 5        | 5        | 0        | +5   |
| 徐晨 郭振东                               | 5        | 5        | 0        | +5   |
| 柴飚 郭振东                               | 5        | 5        | 0        | +5   |
| 英格·金德沃克 约翰尼斯·斯科特勒           | 5        | 5        | 0        | +5   |
| 萨维克赛拉吉·兰基雷迪 奇拉格·谢提         | 5        | 4        | 1        | +3   |
| 保木卓朗 小林優吾                         | 5        | 4        | 1        | +1   |
| 陳煒𣚦 吴伟申                             | 5        | 3        | 2        | +1   |
| 吴俊明 白国豪                             | 5        | 2        | 3        | -1   |
| 總計                                      | 749      | 550      | 199      | +351 |